# 처와 애인
"처와 애인"은 한국에서 제작된 김성민 감독의 1957년 영화이다. 주증녀 등이 주연으로 출연하였고 오의겸 등이 제작에 참여하였다.

## 출연

### 주연
- 주증녀
- 이택균
- 강숙희
- 김승호

## 기타
- 조명: 김영달
- 녹음: 최칠복
- 미술: 이봉선